# План втечі (фільм)
«План втечі» (англ. Escape Plan, раніше відомий як укр. Могила (англ. The Tomb)) — американський бойовик режисера Мікаеля Гофстрема, що вийшов 2013 року. У головних ролях Сільвестер Сталлоне, Арнольд Шварценеггер.
Сценарій стрічки написали Майлс Чепмен і Джейсон Келлер, продюсерами були Роббі Бреннер, Марк Кантон та інші. Вперше фільм продемонстрували 18 липня 2013 року у США на San Diego Comic-Con International. В Україні у кінопрокаті прем'єра відбулась 17 жовтня 2013 року. Автор українського перекладу — Сергій SKA Ковальчук.

## Сюжет
Рей Бреслін — інженер і фахівець у питаннях безпеки в'язниць. Проте його помилково звинувачують і ув'язнюють у спроектовану ним же в'язницю. Тепер він має втекти і знайти того, хто його підставив.

## У ролях
| Актор                | Ім'я персонажа                         | Роль                                               |
| -------------------- | -------------------------------------- | -------------------------------------------------- |
| Сільвестер Сталлоне  | Рей Бреслін (англ. Ray Breslin)        | інженер в'язниць, якого помилково ув'язнили        |
| Арнольд Шварценеггер | Свон Роттмаєр (англ. Swan Rottmayer)   | друг Рея у в'язниці, пропонує йому свій план втечі |
| Джеймс Кевізел       | Гоббс (англ. Hobbs)                    | начальник в'язниці                                 |
| 50 Cent              | Гаш (англ. Hush)                       | ув'язнений колишній комп'ютерний експерт           |
| Сем Нілл             | доктор Кайрі (англ. Dr. Kyrie)         | лікар тюремного закладу                            |
| Вінні Джонс          | Дрейк (англ. Drake)                    | тюремний охоронець                                 |
| Вінсент Д'Онофріо    | Лестер Кларк (англ. Lester Clark)      | заступник начальника в'язниці                      |
| Емі Раян             | Ебігейл Росс (англ. Abigail Ross)      | подруга Рея                                        |
| Каітріона Белфі      | Джессіка Міллер (англ. Jessica Miller) | співробітниця ЦРУ                                  |
| Девід Літч           |                                        | капітан корабля                                    |

## Сприйняття

### Критика
Станом на 13 вересня 2013 року рейтинг очікування фільму на сайті Rotten Tomatoes склав 97% з 14,043 голосів.
Фільм отримав позитивні відгуки: Rotten Tomatoes дав оцінку 48% на основі 98 відгуків від критиків (середня оцінка 5,3/10) і 66% від глядачів із середньою оцінкою 3,7/5 (28,765 голосів). Загалом на сайті фільми має змішаний рейтинг, фільму зарахований «гнилий помідор» від кінокритиків, проте «попкорн» від глядачів, Internet Movie Database — 7,3/10 (11 193 голоси), Metacritic — 49/100 (32 відгуки критиків) і 8,1/10 від глядачів (34 голоси). Загалом на цьому ресурсі від критиків фільм отримав змішані відгуки, а від глядачів — позитивні.

### Касові збори
Під час показу у США, що розпочався 18 жовтня 2013 року, протягом першого тижня фільм був показаний у 2,883 кінотеатрах і зібрав $9,885,732, що на той час дозволило йому зайняти 4 місце серед усіх прем'єр. Станом на 27 жовтня 2013 року показ фільму триває 10 днів (1,4 тижня). За цей час фільм зібрав у прокаті у США $17,424,000, а у решті світу $28,100,000, тобто загалом $45,524,000 при бюджеті $50 млн.

## Цікаві факти
[джерело?]
- Це п`ятий раз, коли Сталоне зіграв в'язня. В образі ув'язненого він також з'являвся в таких фільмах як: «Рембо 2» (1985), «Танго і Кеш» (1989), «Тюряга» (1989), «Суддя Дредд» (1995).
- Під час сцени двобою із Шварценеггером, Сталлоне пошкодив сухожилля правої ноги.
- Це другий раз, коли Джеймс Кевізел зіграв роль негідника.
- Ідея знятись разом з Арнольдом, зародилась ще в 80-х, але з причини зайнятості двох зірок, втілити її вдалось тільки зараз.
- Під час сцени в карцері, персонаж Шварценеггера звертається до Бога і дивиться на Кевізела, який виконував головну роль в фільмі "Страсті Христові"

### Виноски
1. 1 2 3  План побега (рос.). Інтер-Фільм. Процитовано 13 вересня 2013.
2. 1 2  Escape Plan: Release Info (англ.). Internet Movie Database. Процитовано 13 вересня 2013.
3. 1 2 3  Escape Plan (англ.). Internet Movie Database. Процитовано 13 вересня 2013.
4. 1 2  Escape Plan (англ.). Box Office Mojo. Процитовано 28 вересня 2013.
5. ↑  Escape Plan (англ.). Allmovie. Процитовано 13 вересня 2013.[недоступне посилання з липня 2019]
6. ↑  Hugh Humphreys (10 квітня 2013). Arnold and Sly’s The Tomb has a new title! (англ.). Moviehole. Архів оригіналу за 13 квітня 2013. Процитовано 13 вересня 2013.
7. ↑  Full cast and crew for Escape Plan (англ.). Internet Movie Database. Процитовано 13 вересня 2013.
8. ↑  Escape Plan (англ.). Rotten Tomatoes. Процитовано 13 вересня 2013.
9. ↑  Escape Plan (англ.). Rotten Tomatoes. Процитовано 28 жовтня 2013.
10. ↑  Escape Plan (англ.). Metacritic. Процитовано 28 жовтня 2013.